# Trent
Il Trent è un fiume dell'Inghilterra, il terzo per lunghezza in tutto il Regno Unito.

## Percorso
Nasce nello Staffordshire e scorre per 297 chilometri attraverso le Midlands e sfocia nel Mare del Nord con l'estuario dell'Humber.
Il suo vasto estuario ha inizio presso il villaggio di Faxfleet, dove si unisce al fiume Ouse. Lungo il suo percorso di 297 km bagna le città di:
- Stoke-on-Trent;
- Lichfield;
- Derby;
- Newark-on-Trent;
- Nottingham;
- Scunthorpe.

## Storia
Nel corso dei secoli è stato un importante confine naturale fra nord e sud dell'Inghilterra.